# Dicranomyia tergotruncata
Dicranomyia tergotruncata är en tvåvingeart som först beskrevs av Alexander 1966.  Dicranomyia tergotruncata ingår i släktet Dicranomyia och familjen småharkrankar.
Artens utbredningsområde är Pakistan. Inga underarter finns listade i Catalogue of Life.